# Jand (Pakistan)
Jand (en ourdou : جنڈ) est une ville pakistanaise, située dans le district d'Attock dans le nord de la province du Pendjab. Elle est la capitale du tehsil portant son nom. C'est la cinquième plus grande ville du district.
La population de la ville a été multipliée par presque trois entre 1998 et 2017 selon les recensements officiels, passant de 17 284 habitants à 48 067, soit une croissance annuelle moyenne de 5,5 %, bien supérieure à la moyenne nationale de 2,4 %. Selon le recensement de 2023, la population de la ville monte à 56 254 habitants.
Près de 74 % des habitants parlent le pendjabi, tandis qu'environ 24 % des habitants sont des Pachtounes ayant le pachto pour langue maternelle.
Essentiellement musulmane, la ville inclut une toute petite minorité chrétienne, comptant environ 200 fidèles.
Le taux d'alphabétisation de la ville s'élève à 78 % en 2023 (contre une moyenne nationale de 61 %), dont 87 % pour les hommes et 68 % pour les femmes.
|            | 1998 (rec.) | 2017 (rec.) | 2023 (rec.) |
| ---------- | ----------- | ----------- | ----------- |
| Population | 17 284      | 48 067      | 56 254      |